# Stammen
Stammen ist ein Stadtteil von Trendelburg im nordhessischen Landkreis Kassel.

## Geographie
Das Dorf Stammen liegt an der Bundesstraße 83 zwischen Hofgeismar und Trendelburg, etwa 1,5 km südlich von Trendelburg, und ca. 25 km (Luftlinie) nördlich von Kassel. Die Ortsstruktur kennzeichnet sich durch die „Zweiteilung“ in Schlossbezirk und Dorf mit Kirche. Unweit fließen Diemel und Esse zusammen.

## Geschichte
Um das Jahr 1000 wurde der Ort erstmals als Stannern in einem Güterverzeichnis des Klosters Corvey urkundlich erwähnt. Vermutlich hatte der Ort, wie auch einige andere Diemeldörfer, keltischen Ursprung. In der Vita Minwerci des Paderborner Bischofs Meinwerk erscheint der Ort um 1015 unter dem Namen Steinnem als Besitz des Erzbistums Paderborn. Um 1250 gehört der Ort dem Kloster Lippoldsberg. Später gehörte das Dorf zeitweise zum Herrschaftsbereich der Edelherren von Eberschütz, den Vorfahren des Adelsgeschlechts der von Schöneberg. Um 1422 erhielt Heinrich von Schöneberg das Dorf Stammen von Otto II., Herzog von Braunschweig-Göttingen, zu Lehen. Im Jahre 1429 ging dieses Lehen auf die Herren Rabe von Pappenheim über. Diese hatten noch bis zur napoleonischen Besetzung und der Errichtung des Königreichs Westphalen die Niedere Gerichtsbarkeit im Ort inne.
Anfang der 1950er Jahre wurde der 130 Hektar große landwirtschaftliche Besitz des Hofguts von der “Hessische Heimat” Siedlungsgesellschaft mbH gekauft und dann im Rahmen der "Beispielsmaßnahme Trendelburg" in sechs Aussiedlerhöfe aufgeteilt.
Der alte Ortskern wird noch heute von alten Fachwerkhäusern, vorwiegend kleinen Wohnwirtschaftgebäuden des 18. Jahrhunderts bestimmt. Das älteste erhaltene Fachwerkgebäude ist ein Längsdielenhaus aus dem 17. Jahrhundert. Eine alte Dorfscheune wurde für Veranstaltungen ausgebaut und ein Feuerwehrhaus neu gebaut. Oberhalb des alten Ortskerns sind im Neubaugebiet Exterberg moderne Eigenheime entstanden.
Am 31. Dezember 1970 fusionierten im Zuge der Gebietsreform in Hessen die Gemeinde Stammen mit sechs weiteren bis dahin selbstständigen Gemeinden und der Kleinstadt Trendelburg zur erweiterten Stadt Trendelburg. Sie bilden die heutigen Stadtteile. Die Stadtverwaltung befindet sich in der Kernstadt Trendelburg.
Für die unter Denkmalschutz stehenden Kulturdenkmäler des Ortes siehe Liste der Kulturdenkmäler in Stammen.

### Schloss Stammen

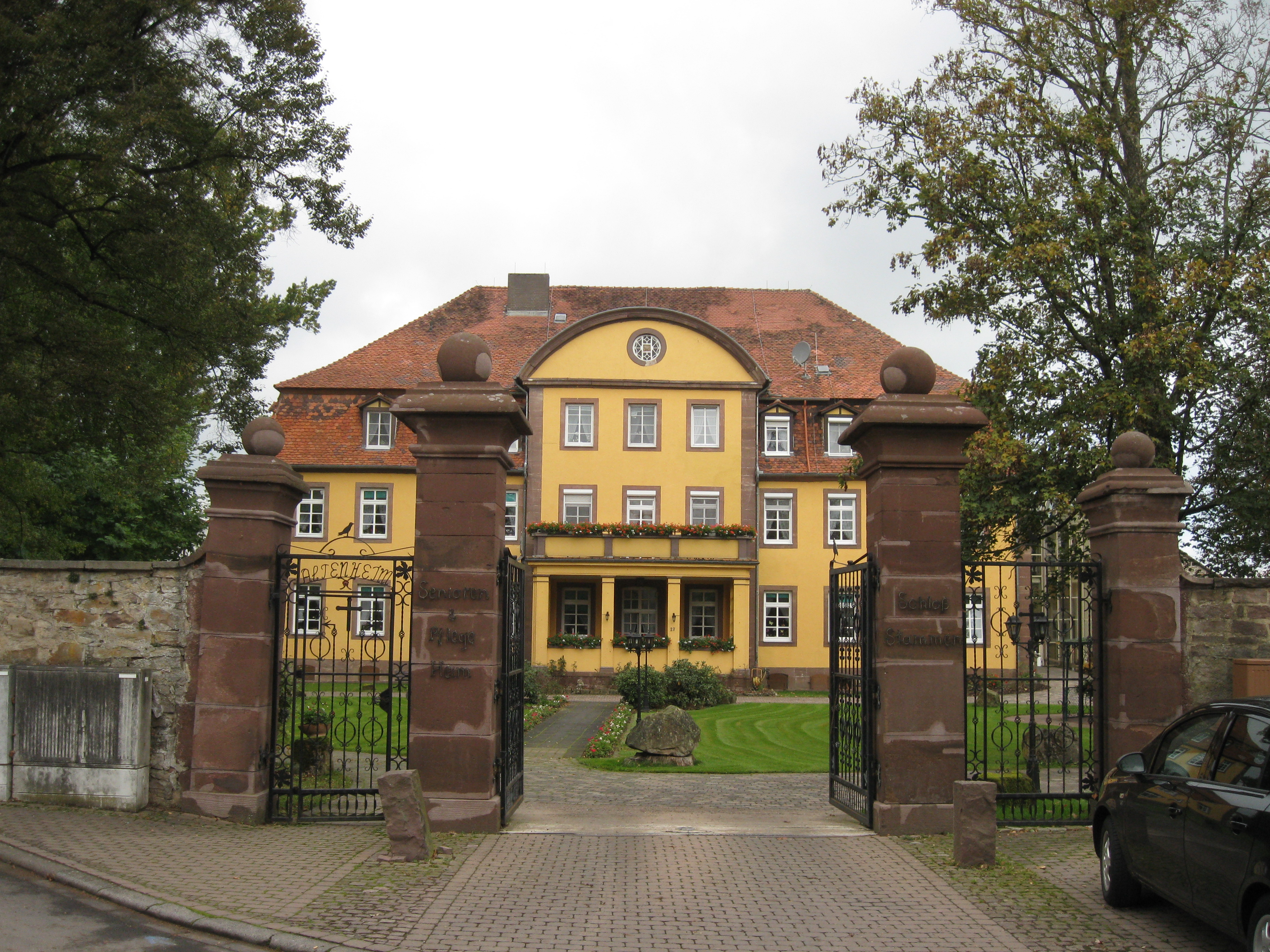
Schloss Stammen

Das Rittergut wird 1429 erstmals erwähnt, als es in den Besitz der Herren Rabe von Pappenheim gelangte. In den Jahren 1766 bis 1771 erfolgte der Neubau eines Schlosses. Das Schloss Stammen ist ein zweistöckiger, elfachsiger Bau mit dreigeschossigen Mittelrisaliten zu drei Achsen mit Rundbogengiebel und Mansardwalmdach. Das ehemalige Herrenhaus wird heute als Pflege- und Seniorenheim genutzt.

### Hofgut Stammen
Die Wirtschaftsgebäude des Hofguts, zwischen dem Schloss und der Diemel nahezu quadratisch um einen großen Hof gruppiert, wurden ab 1990 von einem neuen Besitzer instand gesetzt und zur Freizeitanlage Hofgut Stammen ausgebaut. Dabei wurden Melkstände zu einfachen Ferienwohnungen, ein Schweinestall zu einer Schankwirtschaft und Pferdeställe zu einem sogenannten „Strohhotel“ für Schul- und Jugendgruppen umgebaut. Zelten sowie Kanu- und Erlebnistouren werden angeboten.

### Landgraf-Carl-Kanal
Der von Landgraf Carl von Hessen-Kassel 1710 in Angriff genommene Bau des Landgraf-Carl-Kanals von der Weser zum Rhein endete zunächst im Jahre 1713 bei Stammen, nach dem Ausbau der Diemel von Karlshafen bis Stammen, weil das Bistum Paderborn sich nicht an den Kosten für einen Stichkanal in die benachbarte Stadt Warburg beteiligen wollte. Erst im Jahre 1722 begann die nächste Bauphase mit dem Ausheben eines 20 m breiten und etwa 4 m tiefen Grabens durch landgräfliche Truppen von der Mündung der Esse bis nach Hümme. Der Graben wurde parallel zur Esse angelegt, um gelegentliche Hochwasser nicht über den Kanal, sondern über den Bach ableiten zu können. An der Anbindung des Kanalbetts an die Diemel in Stammen wurde zum Niveauausgleich eine Schleuse gebaut, eine zweite in Hümme. Dieser kurze Kanalabschnitt wurde 1723 mit einem etwa 12 m langen Marktschiff in Betrieb genommen, was aber bereits 1727 wegen der hoch defizitären Kosten/Einkünfte-Verhältnisse wieder eingestellt wurde. Nach dem Tod des Landgrafen Karl wurde das Kanalprojekt aufgegeben. Die Schleusen in Stammen und Hümme wurden 1875/76 abgebrochen; ihre behauenen Steine wurden beim Bau des Wehres in Eberschütz verwendet. Der Kanalgraben diente danach den Gutsherren Rabe von Pappenheim zur Karpfenzucht. Das einstige Kanalbett liegt heute trocken und wird weitgehend als Weide genutzt.

### Carlsbahn
Am 30. März 1848 erfolgte mit der Eröffnung der Carlsbahn die Anbindung Stammens an die im Jahre 1848 eröffnete Friedrich-Wilhelms-Nordbahn. Ihr Streckenverlauf folgte fast genau dem Verlauf des einst geplanten Landgraf-Carl-Kanals. Sie führte von Kassel bis zum Hofgeismarer Stadtteil Hümme. Die Strecke wurde am 27. September 1986 endgültig stillgelegt.

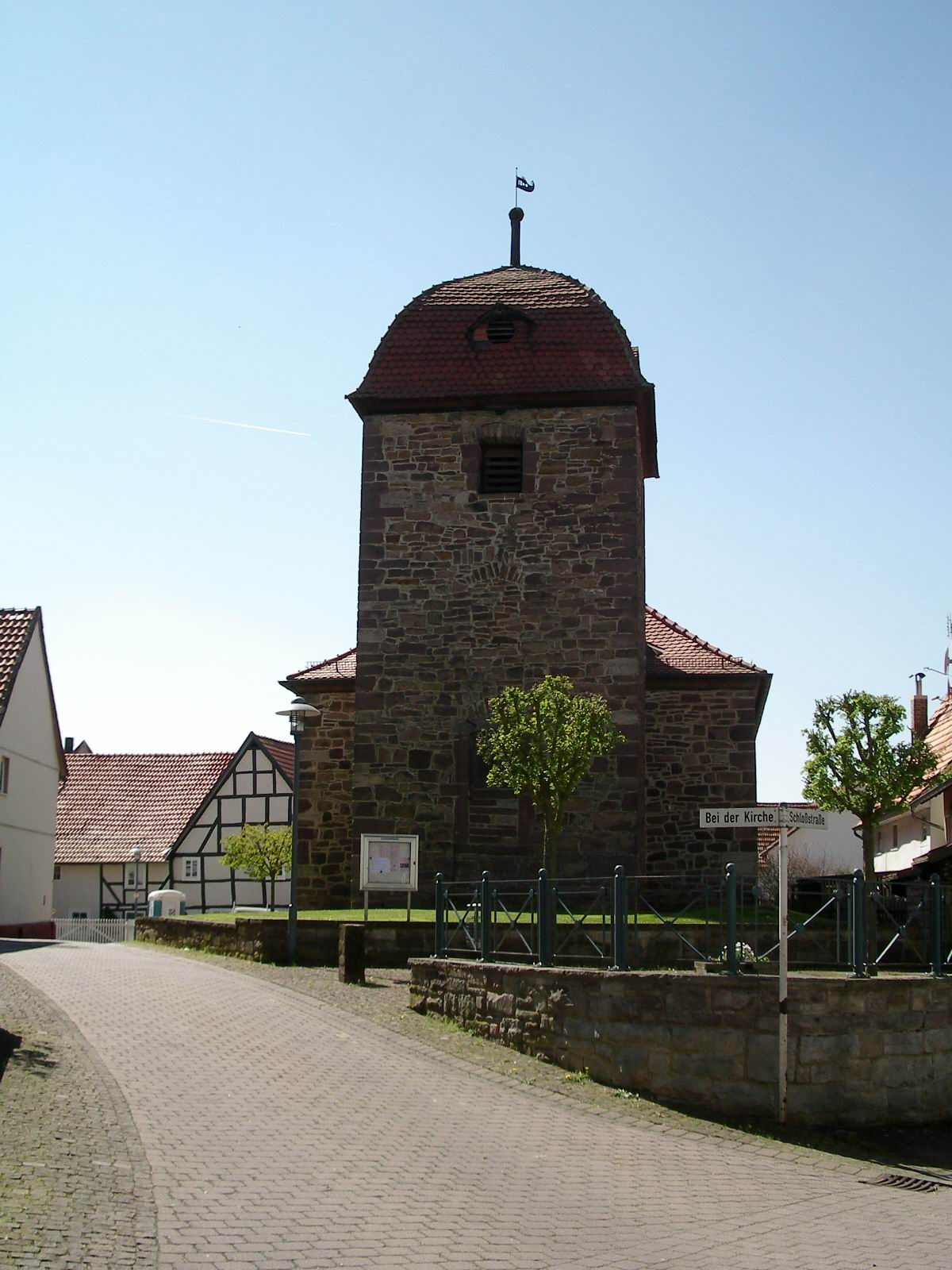
Kirche in Stammen

## Kirche
Die heutige Kirche wurde im Jahr 1800 anstelle einer mittelalterlichen Dorfkirche erbaut und im Jahre 2005 restauriert. Aus dem Vorgängerbau stammen die deutlich ältere Kanzel aus dem Jahr 1643 und zwei Grab-Epitaphien der Adelsfamilie Rabe von Pappenheim aus dem Jahre 1591. Bis zum 16. Jahrhundert war Stammen eine selbständige Pfarrei.

## Persönlichkeiten
- Wilhelm Maximilian Rabe von Pappenheim (* 8. Oktober 1764 in Stammen; † 3. Januar 1815 ebenda), Oberzeremonienmeister des Königs Jérôme Bonaparte von Westphalen